# Teo Fabi
Teodorico Fabi (ismertebb nevén: Teo Fabi; Milánó, 1955. március 9.) Formula–1-es olasz autóversenyző. Öccse, Corrado Fabi szintén sikeres autóversenyző.

## Pályafutása
1975-ben gokart Európa-bajnok volt, majd megjárta a Formula–3-at. 1979-ben már a Formula–2-ben szerepelt. 1982-ben mutatkozott be a Formula–1-ben, a Toleman csapatban. Egy év szünet után 1984-ben a Brabhammel tért vissza a Formula–1-be. Első világbajnoki pontjait Detroitban szerezte, ahol harmadik lett. 1985-ben a Nürburgringen megszerezte az első helyet a rajtrácson. 1986-ban a Toleman átalakult Benettonná, Teo a két év végi futamon is a legjobb időt érte el az időmérőn. Az 1987-es idény végén végleg elbúcsúzott a Formula–1-től, és visszatért az Indycarba.

## Eredményei

### Teljes Formula–1-es eredménylistája
(Táblázat értelmezése)

(Félkövér: pole-pozícióból indult; dőlt: leggyorsabb kört futott) 

| Év   | Csapat                   | 1      | 2      | 3      | 4      | 5      | 6      | 7      | 8      | 9      | 10     | 11     | 12     | 13     | 14     | 15     | 16     | Helyezés | Pont |
| ---- | ------------------------ | ------ | ------ | ------ | ------ | ------ | ------ | ------ | ------ | ------ | ------ | ------ | ------ | ------ | ------ | ------ | ------ | -------- | ---- |
| 1982 | Candy Toleman Motorsport | RSA NK | BRA NK | USW NK | SMR -  | BEL Ki | MON NK | DET    | CAN    | NED NK | GBR Ki | FRA Ki | GER NK | AUT Ki | SUI Ki | ITA Ki | CPL NK | -        | 0    |
| 1984 | MRD International        | BRA Ki | RSA Ki | BEL Ki | SMR Ki | FRA 9  | MON    | CAN    | DET 3  | DAL    | GBR Ki | GER Ki | AUT 4  | NED 5  | ITA Ki | EUR Ki | POR    | 12.      | 9    |
| 1985 | Toleman Group Motorsport | BRA    | POR    | SMR    | MON Ki | CAN Ki | DET Ki | FRA 14 | GBR Ki | GER Ki | AUT Ki | NED Ki | ITA 12 | BEL Ki | EUR Ki | RSA Ki | AUS Ki | -        | 0    |
| 1986 | Benetton Formula         | BRA 10 | ESP 5  | SMR Ki | MON Ki | BEL 7  | CAN Ki | DET Ki | FRA Ki | GBR Ki | GER Ki | HUN Ki | AUT Ki | ITA Ki | POR 8  | MEX Ki | AUS 10 | 15.      | 2    |
| 1987 | Benetton Formula         | BRA Ki | SMR Ki | BEL Ki | MON 8  | DET Ki | FRA 5  | GBR 6  | GER Ki | HUN Ki | AUT 3  | ITA 7  | POR 4  | ESP Ki | MEX 5  | JPN Ki | AUS Ki | 9.       | 12   |

## Fordítás
- Ez a szócikk részben vagy egészben  a   Teo Fabi című angol Wikipédia-szócikk fordításán alapul.  Az eredeti cikk szerkesztőit annak laptörténete sorolja fel. Ez a jelzés csupán a megfogalmazás eredetét és a szerzői jogokat jelzi, nem szolgál a cikkben szereplő információk forrásmegjelöléseként.

## Külső hivatkozások
- Profilja a grandprix.com honlapon (angolul)
- Profilja a statsf1.com honlapon (angolul)
- Profilja a driverdatabase.com honlapon (angolul)